# Ciclo di Venere
Il ciclo di Venere (detto anche di Amtor e di Carson di Venere) è una serie di romanzi di fantascienza scritti dallo statunitense Edgar Rice Burroughs pubblicati dal 1934 al 1964. Il ciclo è ambientato su una versione immaginaria del pianeta Venere, chiamato Amtor, che ha delle somiglianze con Barsoom, la versione romanzata sempre di Burroughs del pianeta Marte.

## Romanzi
- I pirati di Venere (Pirates of Venus, 1934)
- Perduti su Venere (Lost on Venus, 1935)
- Carson di Venere (Carson of Venus, 1939)
- Odissea su Venere (Escape on Venus, 1946); raccolta che include:
  - Gli schiavi degli uomini-pesce (Slaves of the Fish-Men, 1941)
  - La dea di fuoco (Goddess of Fire, 1941)
  - Il morto vivente (The Living Dead, 1941)
  - Guerra su Venere (War on Venus, 1942)
- Il mago di Venere (The Wizard of Venus, 1964) - romanzo breve